# Hydra Technologies S4 Ehécatl

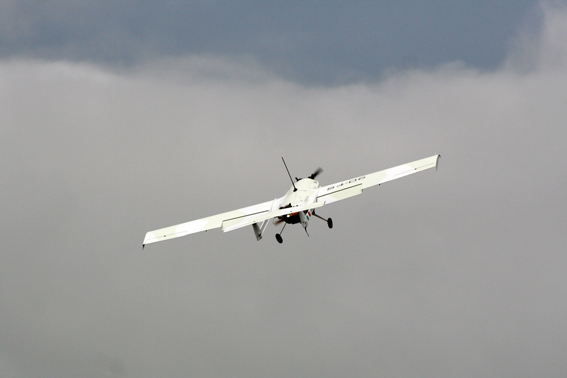
S4 Ehécatl en pleno vuelo.

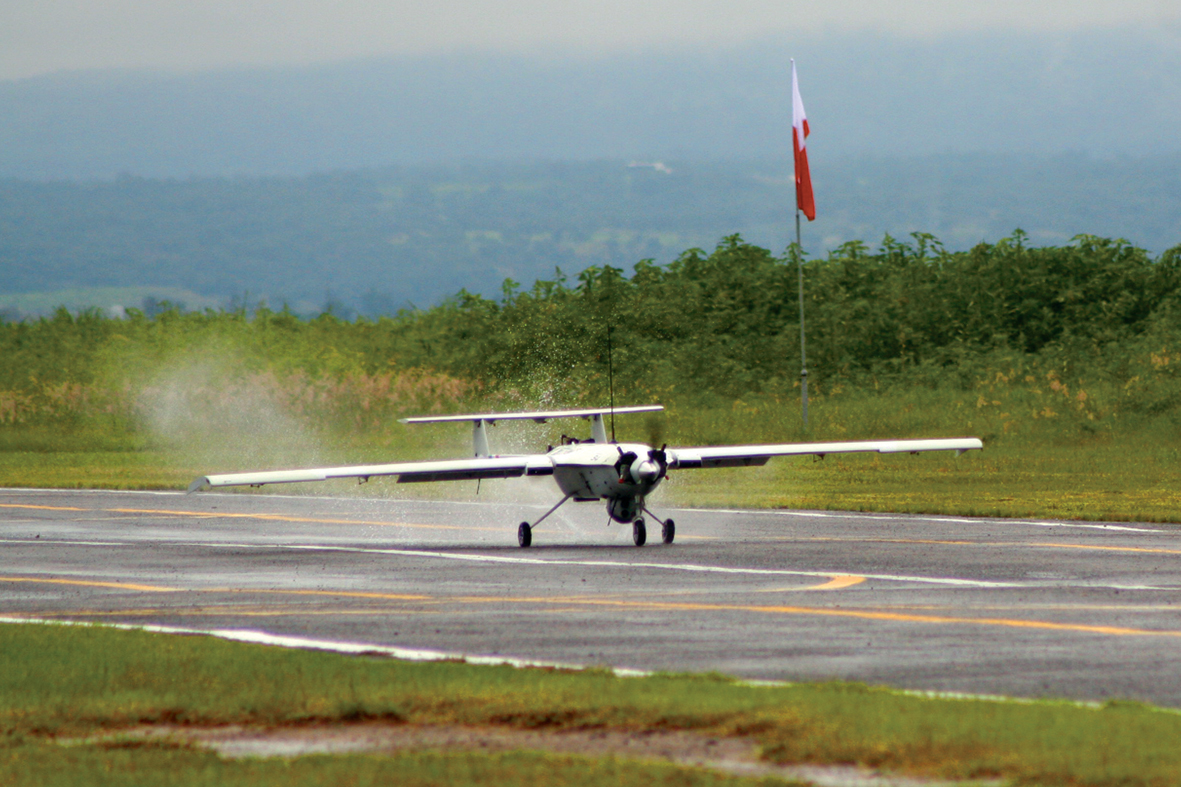
S4 Ehécatl aterrizando.

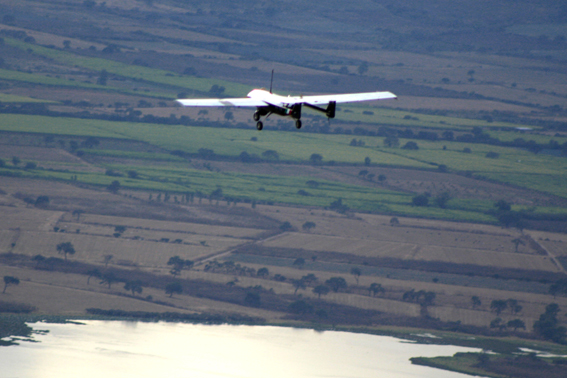
S4 Ehécatl en pleno vuelo.

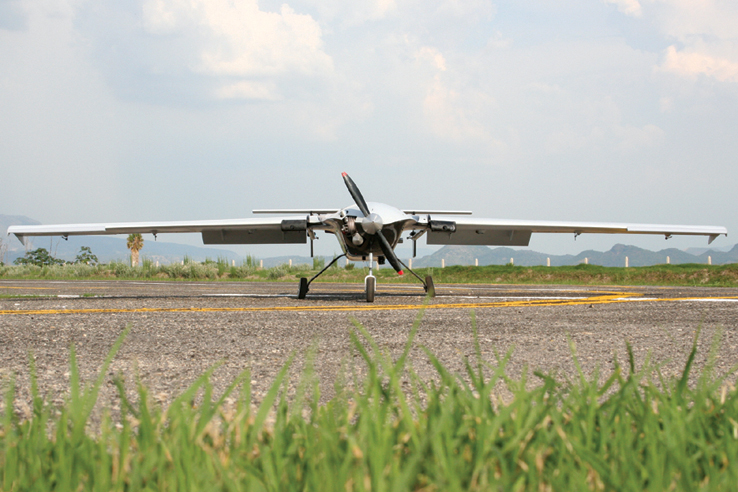
Vista frontal del S4 Ehécatl.

El S4 Ehécatl (en remembranza al dios del viento azteca) es un avión de vigilancia diseñado y fabricado en México por Hydra Technologies de México. El aeroplano es uno de tipo no tripulado, por lo que la versión militar se podrá prestar a situaciones peligrosas sin poner en peligro vidas humanas.
El S4 Ehécatl fue presentado el 19 de junio de 2007 en París, Francia por 'Hydra Technologies de México' en la Feria Internacional de Aeronáutica y Espacio de Le Bourget, la exposición más grande de aeronáutica en el mundo con más de 275 expositores. Sólo un mes después de su presentación en París, el S4 Ehécatl recibió el reconocimiento Al Contribuidor Sobresaliente, otorgado por la Asociación Internacional para Sistemas de Vehículos No Tripulados (AUVSI) el 9 de agosto de 2007, en Washington D. C. El premio se da a la contribución tecnológica más importante del año. 

## El avión
El S4 Ehécatl es un aparato de sistema aéreo de vigilancia no tripulado que se empezó a desarrollar a principios de 2002. Las cualidades del avión se prestan para efectos de defensa nacional, ecología y protección civil en caso de desastres. El diseño del avión, desde su sistema central y la aviónica, es especialmente apto para observar lo que sucede en tierra o mar. Como no es tripulado, puede entrar en zonas de riesgo y es muy difícil de detectar.
El S4 Ehécatl cuenta con un diseño electrónico muy complejo: tiene una autonomía de vuelo de 8 h, puede volar de día o de noche y es controlado desde una central móvil, instalada en un vehículo especialmente equipado y operado por tres personas. Según Hydra Technologies de México, este avión es muy competitivo a nivel de costo y calidad y espera su introducción en el mercado mexicano.
Este aparato es producto conjunto del Gobierno Federal mexicano, el sector financiero por medio de Nafinsa, instituciones académicas y científicas como el CONACYT, el Instituto Politécnico Nacional, la Universidad Autónoma de Guadalajara y el ITESO.

## Detalles y especificaciones
- El avión es un UAV o VANT.
- La versión lista para la venta a finales del 2007 es el S4 Ehécatl, su primer vuelo fue en el 2006.
- Este sistema fue desarrollado para usos militares y civiles, incluyendo a las Fuerzas Armadas de México para ser usado junto a las plataformas ya existentes, como el sistema de vigilancia brasileño Embraer 145, y el Grumman E-2 Hawkeye AEW aircraft.
- Su velocidad máxima es de 90 nudos (166 km/h), con una altitud máxima de vuelo de 15,000 pies.
- Puede despegar desde altitudes superiores a los 8,000 pies
- Posee Técnicas de Módulo para cualquier tipo de terreno y climas.
- Toda la estructura mecánica es de tecnología mexicana.
- Los datos de información e inteligencia son integrados por la General Dynamics Advanced Information Systems.
- El S4 Ehécatl cuenta con una configuración de 3.7 m de envergadura y un peso máximo en despegue de 55 kg (120 lb), incluyendo 9 kg (20 lb) de carga útil.
- Su autonomía de vuelo es de 8 h a la velocidad de crucero de 38 nudos.
- La única parte de origen estadounidense es la cámara térmica (FLIR), un sistema termal de sensores de imágenes infrarrojos.
- Al poseer su propio Sistema VANT la empresa Hydra Technologies de México es libre de venderlo internacionalmente sin restricciones estadounidenses, con la excepción del FLIR que puede ser reemplazado por otra tecnología.[2]

## Operadores
México. La Secretaría de Seguridad Pública lo usa en el combate al narcotráfico, pues detecta transporte y siembra de drogas. Además, monitorea zonas fronterizas y desastres naturales, debido a que está equipado con sensores térmicos, cámara electroóptica y de alta resolución que le permite hacer detecciones por medio de imágenes de cambio de temperatura. En las costas mexicanas, el S4 Ehécatl es utilizado en la búsqueda y rescate de pescadores; o bien, en la supervisión de carreteras de tránsito conflictivo.
También son usados por la Fuerza Aérea Mexicana por cumplir con sus requerimientos y actualmente poseen de 15 a 20 Ehécatl.
 Estados Unidos. Utilizado en labores de vigilancia en el estrecho de Bering.
 Georgia. Usado por el gobierno en labores de vigilancia.